# 泰爾沃
泰爾沃（芬蘭語：Tervo）是芬蘭北薩沃尼亞區的城鎮，位於該國中南部，距離首都赫爾辛基420公里，始建於1926年，面積494平方公里，2013年人口1,690，人口密度為每平方公里4.86人。

## 外部連結
- Municipality of Tervo – Official website